# Kamaʻehuakanaloa
Kamaʻehuakanaloa (tot juli 2021 Lōʻihi) is een onderzeese vulkaan 30 km ten zuidoosten van Hawaï, het grootste eiland van de Hawaï-archipel, die op de Hawaï-hotspot ligt. Het is de jongste vulkaan in het gebied en bevindt zich in het overgangsstadium naar een schildvulkaan. De laatste uitbarsting was in 1996 toen een krater gevormd werd die Pele's Pit heet. Deze uitbarsting werd voorafgegaan door een grote serie aardbevingen. Hij steekt tussen 931 m en 3786 m boven de zeebodem uit (die niet vlak is), en de top ligt 975m onder de zeespiegel. Kamaʻehuakanaloa werkt aan de opbouw van een nieuw eiland dat over 10.000 tot 100.000 jaar boven de zee uit zal komen.
Kamaʻehuakanaloa is het onderwerp van gedetailleerde studies met het doel explosief vulkanisme en grote aardverschuivingen (die tsunami's kunnen veroorzaken) te onderzoeken.